# Лобково-копчиковая мышца

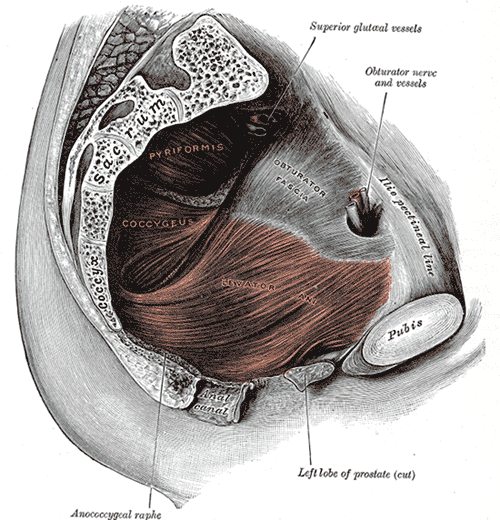
Левая мышца, поднимающая задний проход на рисунке сагиттального среза таза

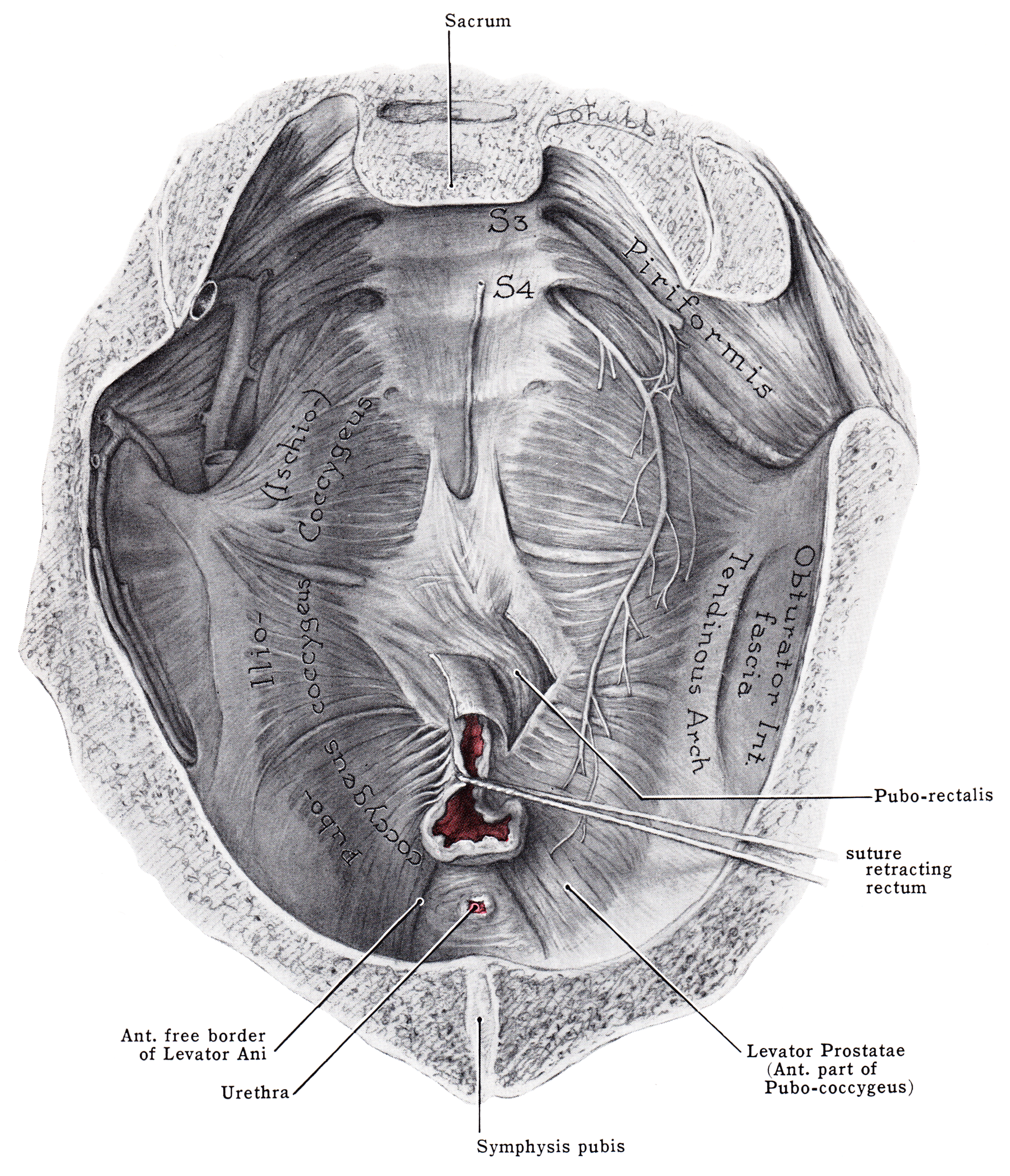
Лобково-копчиковые мышцы и мышцы, поднимающие предстательную железу, вид сверху, изнутри полости таза

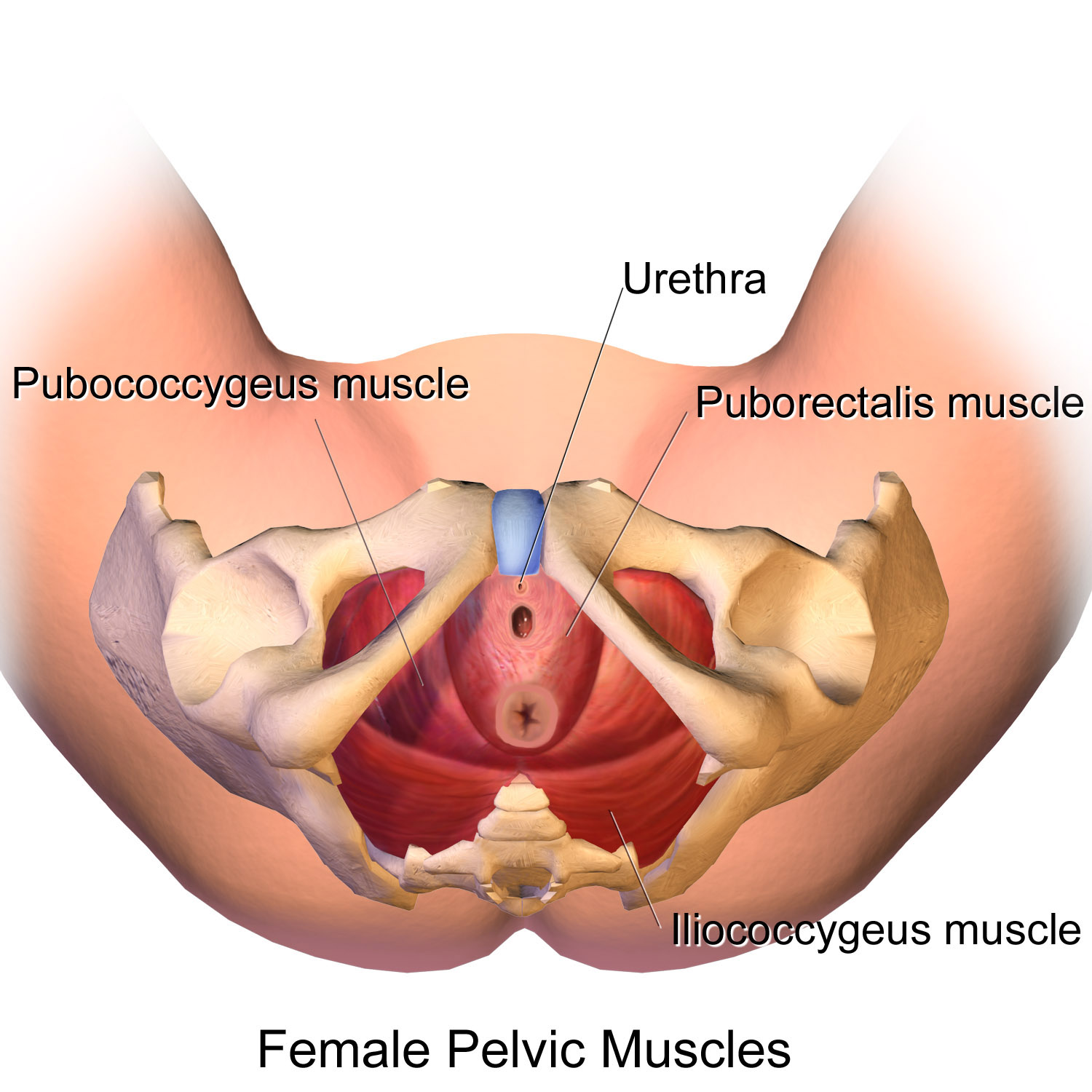
Вид снизу со стороны нижней апертуры таза, связки не показаны

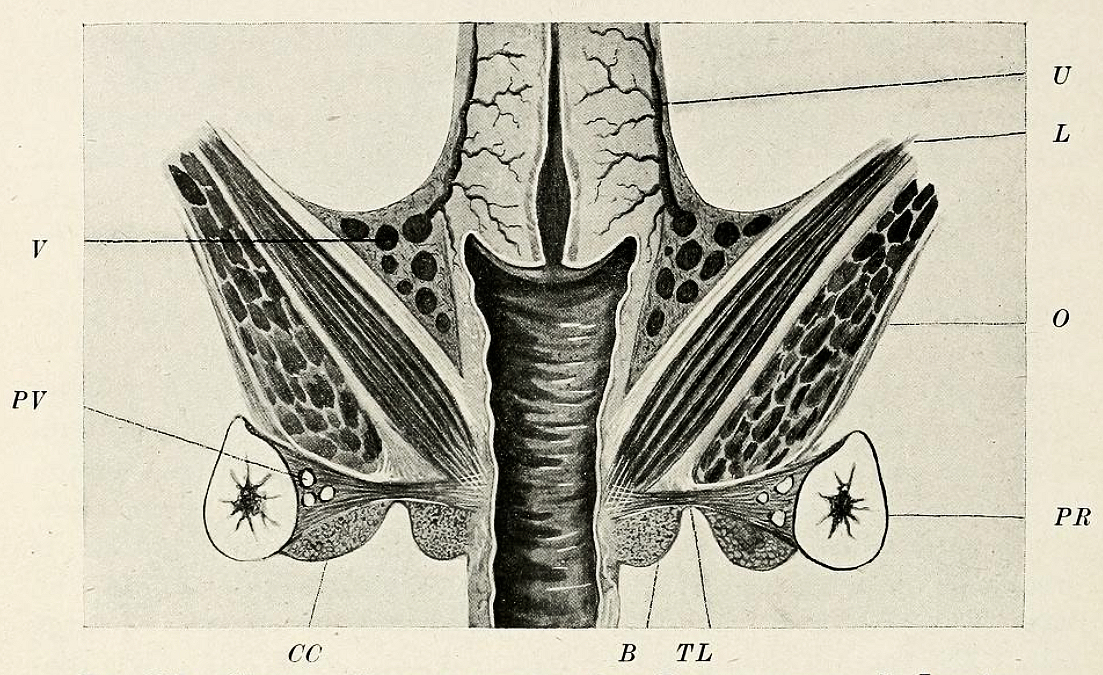
Прикрепление лобково-влагалищных мышц («L» — Levator ani) к влагалищу, «U» — маточная артерия на шейке матки, «O» — запирательные мембраны, «P» — нижние ветви лобковых костей в поперечном сечении, от которых к месту прикрепления отходят треугольные связки, снизу к которым примыкают латеральнее — Ножки клитора, медиальнее — части Луковица преддверия

Лобко́во-ко́пчиковая мы́шца (лат. Musculus pubococcygeus) — парная мышца, одна из мышц, поднимающих задний проход (лат. Musculus levator ani), которая относится к мышцам диафрагмы таза.
Лобково-копчиковая мышца в популярной литературе названа одной из «мышц любви» (интимных мышц), которые по мнению некоторых авторов влияют на сексуальную жизнь человека.
Слабая лобково-копчиковая мышца вызывает трудности при деторождении, а также является причиной недержания мочи.

## Анатомия
Мышца берёт начало от сухожильной дуги мышцы, поднимающей задний проход (лат. arcus tendineus musculi levatoris ani) на запирательной мембране и медиальных поверхностей верхней (лат. ramus superior ossis pubis) и нижней (лат. ramus inferior ossis pubis) ветвей лобковой кости возле угла образуемого между ними у края запирательного отверстия (лат. foramen obturatum). Далее, следуя медиально книзу и кзади, заканчивается на: передней крестцово-копчиковой связке (лат. lig. sacrococcygeum anterius); нижней стороне заднепроходно-копчиковой связки (лат. lig. anococcygeum); передней части стенки прямой кишки, охватывая и сзади возле её промежностного изгиба; наружном сфинктере заднего прохода. Спереди от мышцы находится мочеиспускательный канал.
Начинаясь совместно, от лобково-копчиковой мышцы ответвляется у мужчин мышца, поднимающая предстательную железу (лат. m. levator prostatae), а у женщин — лобково-влагалищная мышца (лат. m. pubovaginalis) заканчиваясь соответственно в капсуле предстательной железы и мышечной оболочке влагалища.
Кровоснабжение и лимфоотток
Иннервация

## Функции
Сокращаясь одномоментно, правая и левая лобково-копчиковые мышцы сужают просвет нижнего (дистального) отдела прямой кишки (у женщин и влагалища) в задне-переднем направлении. Мышца, поднимающая предстательную железу, приподнимает её вверх и сдавливает.
- Отклонение мочеиспускательного канала, прямой кишки к лобковому симфизу.
- Способствует созданию заднего пузырно-уретрального угла, обеспечивающего один из механизмов держания мочи.
- Создание аноректального угла, что способствует держанию кала.
- Усиление замыкательной функции мочеиспускательного канала.
- Усиление замыкательной функции анального канала.
- Повышение тонуса и усиление эвакуаторной функции предстательной железы.
- Держание содержимого фолликулов в предстательной железе, семенных пузырьках, ампулах выводящих протоков.

У женщин лобково-копчиковая мышца (мышца Хьюстона) также обеспечивает:
- Воллюст — удовольствие при половом акте.
- Повышает тонус влагалища, обеспечивая смыкание его стенок.

## Субъективное ощущение мышцы
Лобково-копчиковая мышца локализуется при прерывании мочеиспускания (в положении сидя с разведёнными ногами). Для мужчин существует и другой метод — сделать подпрыгивающие движения половым членом во время эрекции. Также эти методы могут диагностировать силу лобково-копчиковой мышцы конкретного человека.

## История
Несмотря на то, что лобково-копчиковая мышца и упражнения для неё были популяризированы Арнольдом Кегелем, сами практики не были его открытием. Даосские сексуальные практики знали о «мышце любви» и развили целый ряд упражнений для усиления этой мышцы в целях оздоровления, долголетия, сексуального искусства и духовного развития.